# Axel Clerget
Axel Firmin Clerget (ur. 28 lutego 1987 r. w Saint-Dizier) – francuski judoka, srebrny medalista mistrzostw świata i Europy, wicemistrz Francji (2014) oraz czterokrotnie trzeci (2009, 2010, 2011, 2012).

## Odznaczenia
- Chevalier Orderu Legii Honorowej – 2021[2]